# Löwen-Apotheke (Leipzig)

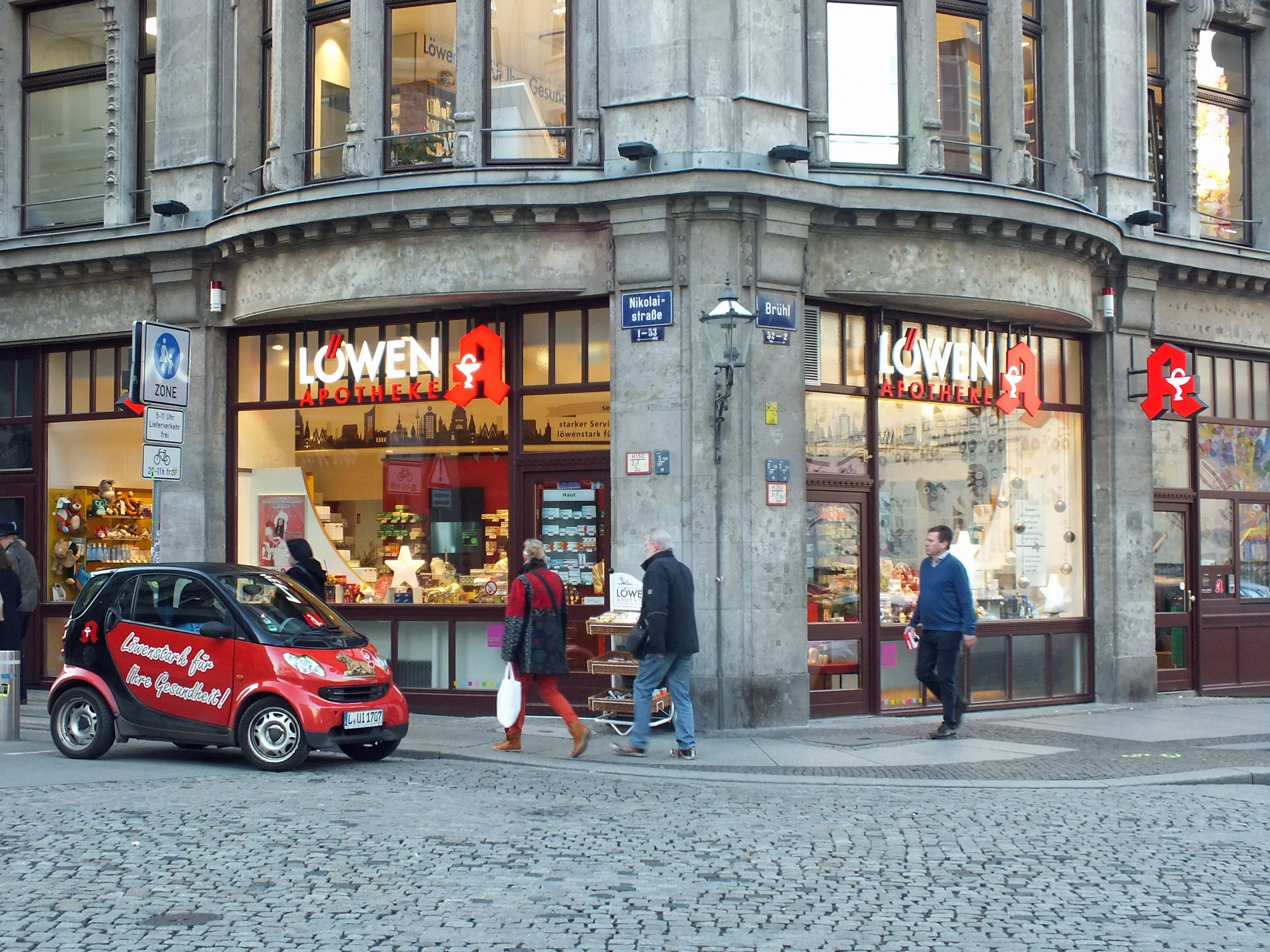
Die Löwenapotheke 2015 in Gloecks Haus

Die Löwen-Apotheke am Brühl 52/Ecke Nikolaistraße ist mit über 600 Betriebsjahren das älteste Apothekenunternehmen in Leipzig. In dieser Zeit war die Apotheke an verschiedenen Orten im Stadtzentrum untergebracht.

## Geschichte
Die Geschichte der Apotheke beginnt mit der Übersiedlung von Professoren und Studenten aus Prag nach Leipzig im Jahre 1409. Mit ihnen kam der Apotheker Huter samt zweier Gesellen. Sie richteten eine Apotheke „Zum güldenen Löwen“ zunächst im Dominikanerkloster St. Pauli ein. Diese zog aber bald an den Marktplatz Ecke Thomasgäßchen um. 1580 wurde die Löwen-Apotheke – wie auch die später entstandene Salomon- und die Mohren-Apotheke – unter Aufsicht der Medizinischen Fakultät gestellt. Bis zum Jahr 1559 war die Apotheke im Besitz der Familie Huter. Danach kam sie an die Familie Walpurger. 1592 wurde die Apotheke in die Grimmaische Straße 15 verlegt.
1671 begann die Ära der Apothekerfamilie Linck. Heinrich Linck pachtete zunächst die Apotheke und kaufte sie 1686. Er verlegte sie in sein Haus Grimmaische Straße 22, das er 1705/1706 als Barockbau neu aufführen ließ. Bereits in den 1670er Jahren hatte er mit der Anlage einer Naturaliensammlung begonnen. 1710 übergab er Apotheke und Sammlung an seine Söhne Christian Heinrich und Johann Heinrich (den Älteren). Während sich Christian Heinrich mehr um die Apotheke kümmerte, betrieb Johann Heinrich Naturforschung und baute die Sammlung zu einer der bekanntesten seiner Zeit aus. Sein Sohn Johann Heinrich Linck (der Jüngere), der die Apotheke ab 1757 übernahm, machte das „Linck’sche Naturalien- und Kuriositätenkabinett“, das sich in einem Obergeschoss der Apotheke befand, der Öffentlichkeit zugänglich. Es gehörte zu den Hauptsehenswürdigkeiten der Stadt.

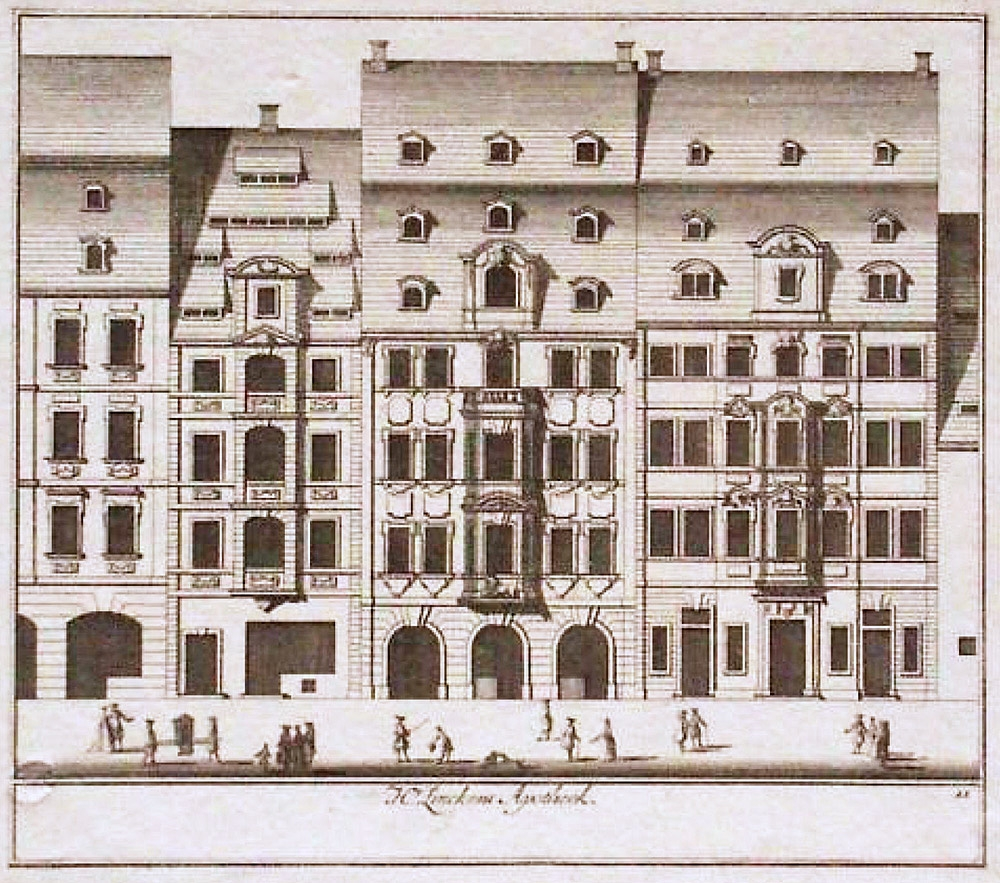
Um 1710
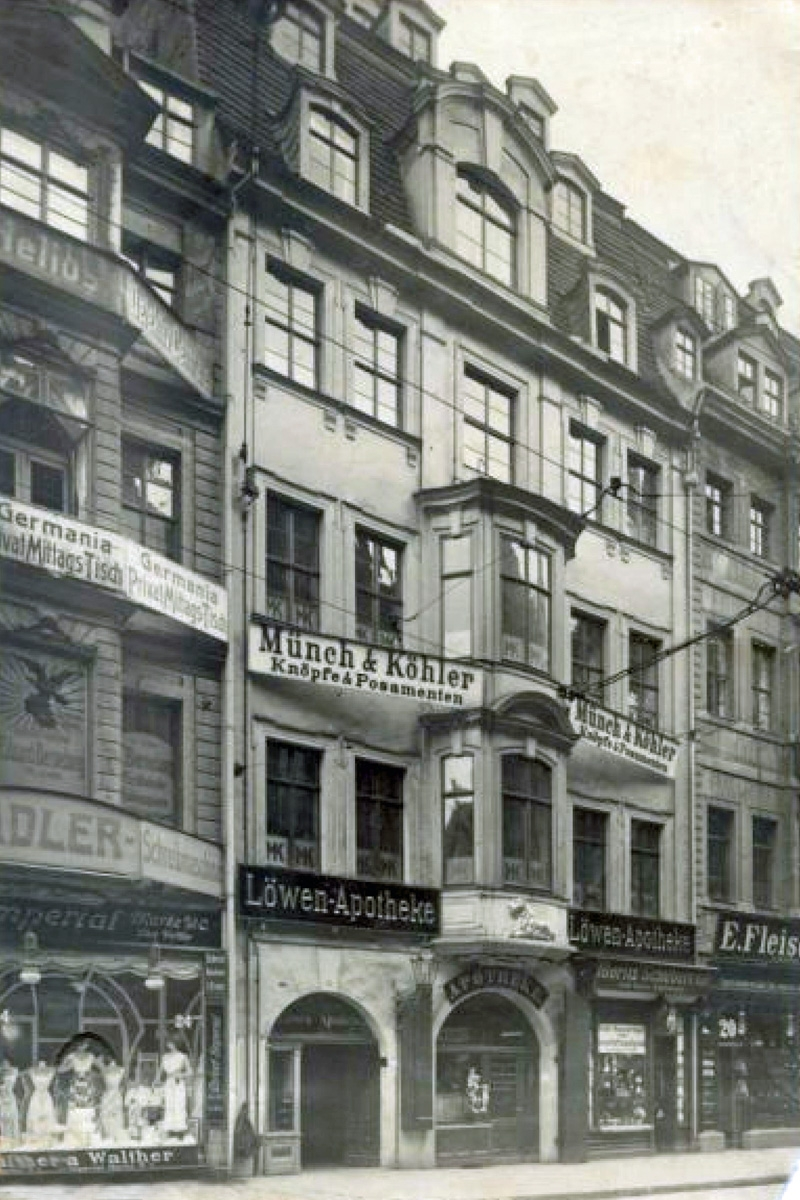
Um 1900
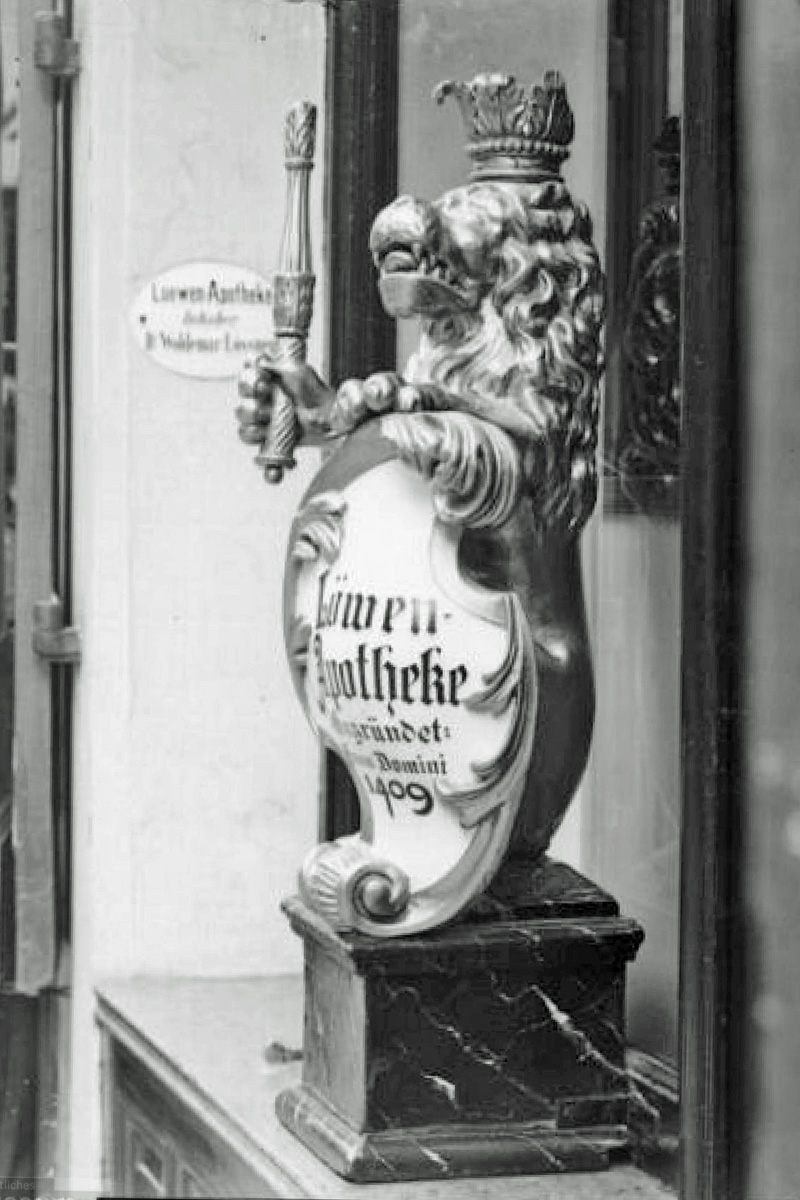
Schaufensterlöwe um 1900
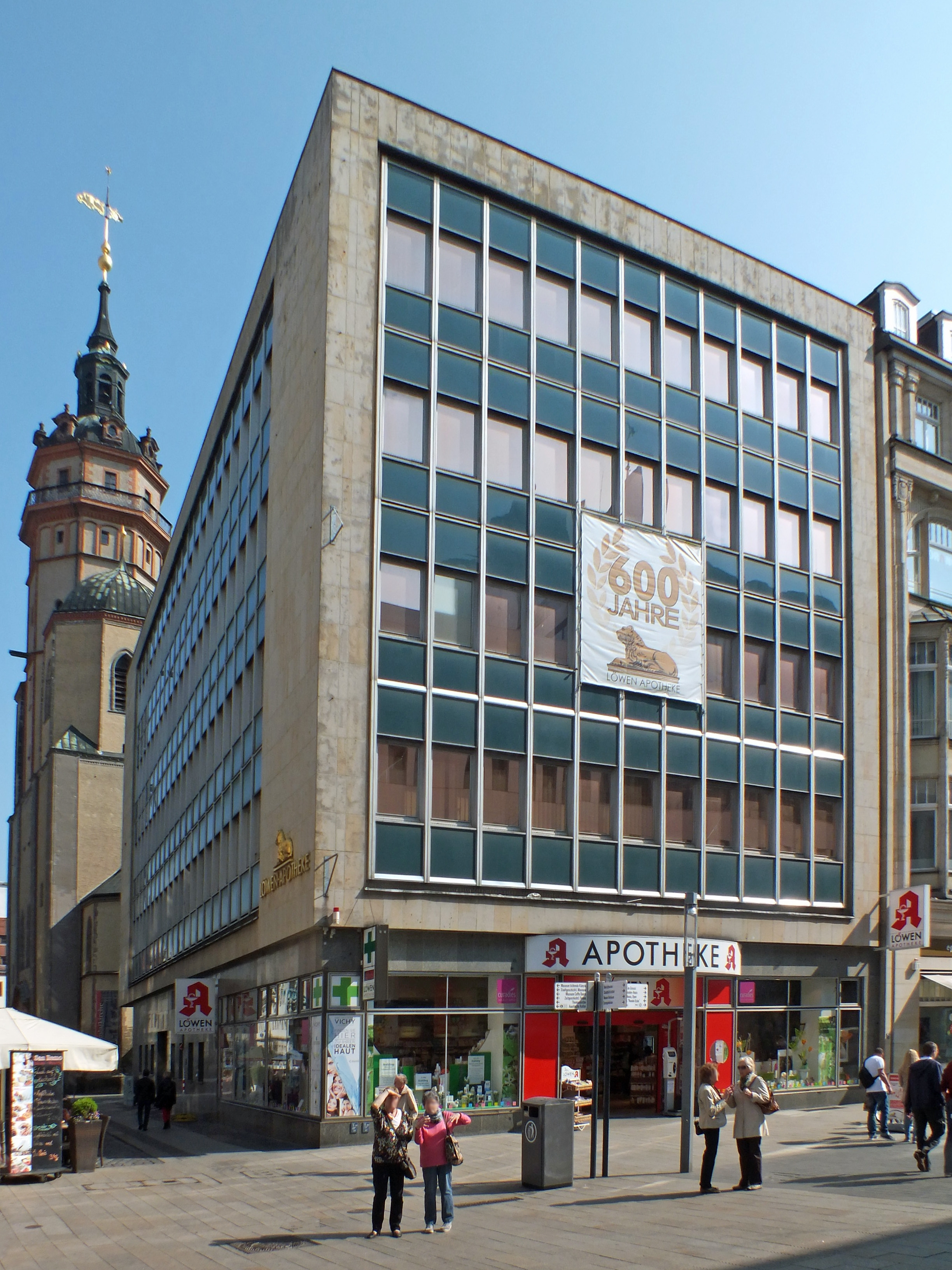
2014

1818 erwarb der Apotheker August Rohde Apotheke und Sammlung von der Witwe Lincks. Damit endete die über drei Generationen währende Zeit der Lincks in der Löwenapotheke. Rohde verkaufte die Sammlung an den Waldenburger Fürsten Otto Victor I. von Schönburg. Dieser errichtete dafür ein spezielles Gebäude, wo sie im Naturalienkabinett Waldenburg noch heute zu sehen ist.
Als Nächstes ging die Löwen-Apotheke an den Apotheker Carl Otto Linné Loeßner. Spätestens seit 1852 war Friedrich Martens verpflichteter Administrator der Apotheke, die nach dessen Tod 1866 an Carl Gottlieb Loeßner sowie danach an seinen Sohn ging. Dessen Neffe Fritz Linné Loeßner baute 1930 unter Beibehalt der Barockfassade des Hauses die Apothekenräume zeitgemäß um. Am 4. Dezember 1943 wurde das Haus Grimmaische Straße 22 durch eine Fliegerbombe zerstört. Fritz Linné Loeßner richtete daraufhin eine Notapotheke im Hansahaus gegenüber (Grimmaische Straße 13–15) ein, die später zur neuen Löwenapotheke ausgebaut wurde. 1953 wurde Loeßner enteignet, blieb aber Leiter der Apotheke, die er 1962 nochmals umbaute. 1963 übernahm Helmut Fechner die Leitung der Staatlichen Löwen-Apotheke, die nun Bezirksapotheke mit dem Bezirksdepot für Arzneimittel für den Bezirk Leipzig wurde. 1978 wurde die Apothekerin Sigrid Böhme die Leiterin.
1983 entstand für die Löwen-Apotheke ein Neubau auf dem Grundstück Grimmaische Straße 19/Ecke Nikolaistraße. 1990 wurde die Apotheke wieder privatisiert und von Sigrid Böhme und Horst Görlt als offene Handelsgesellschaft betrieben. 2007 übernahm Michael Sauter die Leitung der Löwen-Apotheke. Seit dem 10. August 2015 öffnet die Löwen-Apotheke ihre Tore am Brühl 52/Ecke Nikolaistraße. Dies geschah, da das Haus Grimmaische Straße 19/Ecke Nikolaistraße verkauft wurde und umfangreich saniert werden muss. Die historische Apotheke fand einen neuen, angemessenen Standort in Gloecks Haus am Brühl 52 / Ecke Nikolaistraße.